# Potov Vrh
Potov Vrh – wieś w Słowenii, w gminie miejskiej Novo mesto. W 2018 roku liczyła 171 mieszkańców. 